# Ernő Dohnányi
(Béla Bartók)
Ernő Dohnányi, conosciuto anche come Ernst von Dohnányi (Bratislava, 27 luglio 1877 – New York, 9 febbraio 1960), è stato un direttore d'orchestra, compositore, pianista e didatta ungherese.
Gli è stato assegnato il Premio Kossuth postumo nel 1990.

## Biografia
Ungherese, nato a Bratislava, ricevette la prima formazione musicale dal padre, professore di matematica e violoncellista dilettante. Venne ammesso al conservatorio di Budapest, dove studiò pianoforte e composizione con Carlo Forstner prima, e successivamente pianoforte con Stephan Thoman e Hans Koessler per la composizione. Ancora studente, pubblicò il Quintetto per pianoforte, op. 1, che suscitò l'entusiasmo di Johannes Brahms.  Perfezionatosi con il celebre pianista Eugen d'Albert, dopo il debutto a Berlino nel 1897 suonò a Vienna e a Londra, iniziando una brillante carriera di concertista di pianoforte che lo portò a suonare in tutto il mondo. Sposatosi con la pianista Elisabeth Kunwald, nel 1902 nacque uno dei due figli, il giurista e intellettuale antinazista Hans von Dohnányi, morto nel 1945 in un campo di concentramento tedesco, padre del direttore Christoph von Dohnányi.
Nel 1908 fu nominato professore di pianoforte presso la Hochschule für Musik di Berlino. Allo scoppio della prima guerra mondiale tornò in patria, dove diresse il conservatorio di Budapest per un breve periodo e successivamente l'orchestra filarmonica di Budapest e continuò la sua carriera di pianista e insegnante.
Tra il 1925 e il 1927 fu attivo negli Stati Uniti. Dal 1934 al 1941 diresse di nuovo il conservatorio di Budapest. Durante la seconda guerra mondiale rimase in Ungheria (alleata con la Germania nazista e l'Italia) e usò la sua influenza e i suoi averi per aiutare gli ebrei ungheresi. Alla fine della guerra, l'avvento del regime comunista lo convinse ad espatriare e si trasferì negli Stati Uniti, che già conosceva bene e dove divenne professore presso il Florida State College a Tallahassee e continuò la sua attività di compositore e insegnante, avendo fortemente rallentato quella di pianista concertista. Impiegò gli ultimi anni nella direzione d'orchestra e in incisioni discografiche. Morì all'inizio del 1960 di polmonite mentre si trovava a New York. È stato sepolto al Roselawn cemetery di Tallahassee.
Come pianista, fu uno specialista di Ludwig van Beethoven (di cui suonò l'intera opera pianistica) e di Wolfgang Amadeus Mozart (di cui suonò tutti i 27 concerti per pianoforte e orchestra). Suonò e incise inoltre molta musica da camera, specialmente dell'amato Brahms.
Prestigioso insegnante, tra i suoi allievi si ricordano i pianisti Géza Anda, Ervin Nyíregyházi, Edward Kilenyi, Annie Fischer, Balint Vazsonyi, Georges Cziffra, il grande direttore d'orchestra Sir Georg Solti, il compositore e direttore Ľudovít Rajter e il musicologo Frank Cooper.

## Composizioni principali
Profondamente influenzato da Brahms e dalla cultura popolare del suo paese (ma non è considerato un compositore d'impronta nazionalista, come Zoltán Kodály e Béla Bartók), Dohnányi compose musica di ogni genere: concerti per pianoforte e orchestra e per violino, sinfonie, opere,  ma trovò la sua dimensione più ispirata nella musica strumentale da camera. Di rilievo i suoi quartetti, quintetti, sestetti e sonate per strumenti solisti (violino, violoncello) e molta musica pianistica, tra cui spiccano due sonate, la passacaglia op. 6 e alcune serie di variazioni.
- Quintetto con pianoforte n. 1 in do minore, op. 1
- Capricci, per pianoforte, op. 2
- Concerto per pianoforte e orchestra n. 1, op. 5
- Passacaglia per pianoforte in Mi bemolle minore, op. 6
- Quartetto per archi n. 1 in La maggiore, op. 7
- Sonata per violoncello e pianoforte, op. 8
- Sinfonia n. 1 in Re minore, op. 9
- Serenata in Do maggiore per violino, viola e violoncello, op. 10
- Quattro rapsodie per pianoforte, op. 11
- Brano da concerto in Re maggiore per violoncello e orchestra, op. 12
- Quartetto per archi n. 2 in Re bemolle maggiore, op. 15
- Il velo di Pierette op. 18, pantomima
- Suite per orchestra in Fa diesis minore, op. 19
- Variazioni su una ninna-nanna, per pianoforte e orchestra, op. 25
- Quintetto con pianoforte n. 2 in Mi bemolle minore, op. 26
- Concerto per violino e orchestra n. 1 in Re minore, op. 27
- Studi da concerto op. 28, per pianoforte
- Variazioni su un tema popolare ungherese, op. 29

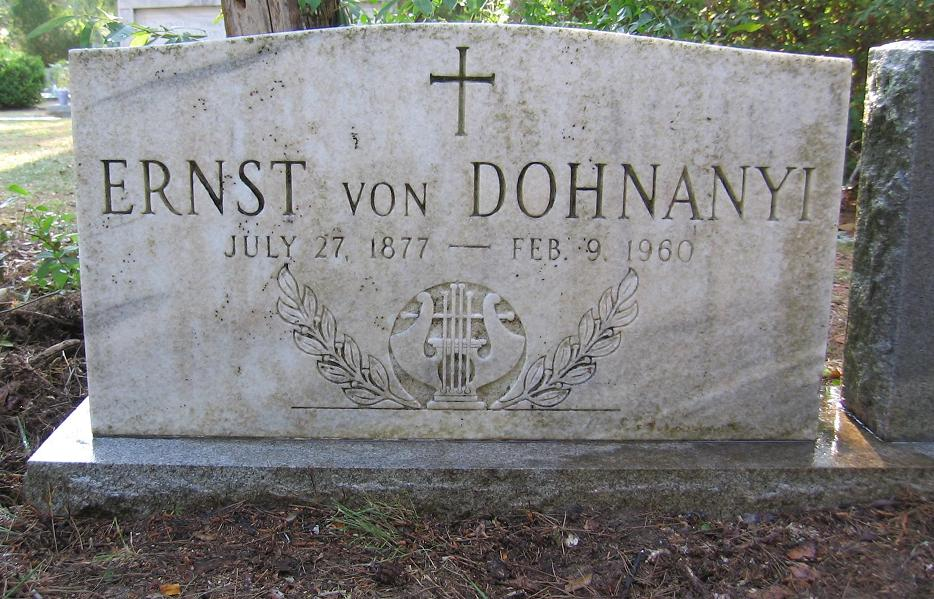
La tomba di Ernő Dohnányi al Roselawn Cemetery di Tallahassee

- La torre del duca (A vajda tornya) op. 30, opera (libretto di Viktor Lányi, tratto da Hanse Heinz Ewers e Marc Henry)
- Ruralia Hungarica op. 32 (da temi popolari ungheresi; per violino e pianoforte, poi trascritta per pianoforte solo e per orchestra)
- Quartetto per archi n. 3 in La minore, op. 33
- Sestetto in Do maggiore op. 37 per pianoforte, violino, viola, violoncello, clarinetto e corno
- Il tenore op. 34, opera (libretto di Erno Góth dalla pièce teatrale Bürger Schippel di Karl Sternheim)
- Minutes symphoniques op. 36, per orchestra
- Sinfonia n. 2 in Re minore, op. 40
- Concerto per pianoforte e orchestra n. 2, op. 42
- Concerto per violino e orchestra n. 2 in Do minore, op. 43
- Concertino per arpa, op. 45
- American Rhapsody op. 47 (da temi popolari americani)
- Passacaglia per flauto solo, op. 48 n. 2
- Winterreigen, 10 bagatelle op. 13